# José Pujol
José Pujol, en la época documentado como Joseph, (fl. 1734–1798) fue un compositor y maestro de capilla español.

## Vida
Es realmente poco lo que se conoce de la vida de Pujol. Las primeras noticias que se tienen son una mención de Querol, que cita el libreto de un oratorio, La nave del mercader, que habría sido musicada por Pujol en 1734, pero la primera noticia directa es de 1737, cuando aparece el nombre de Pujol en la portada de unas lamentaciones de Semana Santa.
Tras la partida de José Picañol en 1736 a Madrid para ocupar el magisterio musical del convento de las Descalzas Reales, se organizaron unas oposiciones para cubrir la vacante. El tribuna estaría formado por Francisco Valls, maestro de capilla jubilado de la misma Catedral, y Bernat Tria, maestro del Palacio Real Menor de Barcelona, y Salvador Figuera, maestro de Santa María del Mar. Los candidatos para el magisterio fueron Francisco Andreu, maestro de la Catedral de la Seo de Urgel; José Romero, maestro de Olot; y supuestamente José Pujol, aunque la documentación no lo menciona.
El 25 de octubre de 1738 firmaba como maestro de capilla de la Catedral de Barcelona la censura de los Fragmentos Músicos de fray Bernardo Comes, por lo que es seguro que para entonces ya ocupaba el cargo, aunque la musicóloga Greta Olson da como fecha de inicio 1739.
Un punto álgido de la carrera de Pujol debió ser la llegada de Carlos III a España, que fue celebrado en Barcelona con festejos el 17 de octubre de 1759. La Relación de Festejos cita el gran Te Deum compuesto y ejecutado por Pujol en la catedral como «extraordinario». También colaboró José Duran, en ese momento  maestro en el palacio de la Condesa.
Se sabe de Pujol por su actividad como compositor en la metropolitana barcelonesa a lo largo de los años, siendo su última composición datada La casta Susana de 1798.

## Obra
La mayoría de sus composiciones se conservan en la Biblioteca de Cataluña.
Su obra incluye sobre todo obras litúrgicas y otras religiosas. Se conservan 3 misas, dos a ocho voces y una a diez; dos villancicos, El plectro sonoro al Santísimo, a dos voces con violines flautas y trompas, y ¡Oh amante corazón!, a solo. También se conservan un buen número de oratorios:
- El triunfo de Fael
- La nubecilla del Mar
- El juicio particular
- Santo Tomás
- San Felipe Neri
- La hermosa nube del día, columna de Israel (1745)
- La nave del mercader
- Ab Arce sublimi (1750)
- Que caiga, que muera (1768)
- De un enigma (1762)
- El cielo iluminado (1771)
- La casta Susana (1798)